# Wegkreuz (Aschach, Von-Henneberg-Straße 50)

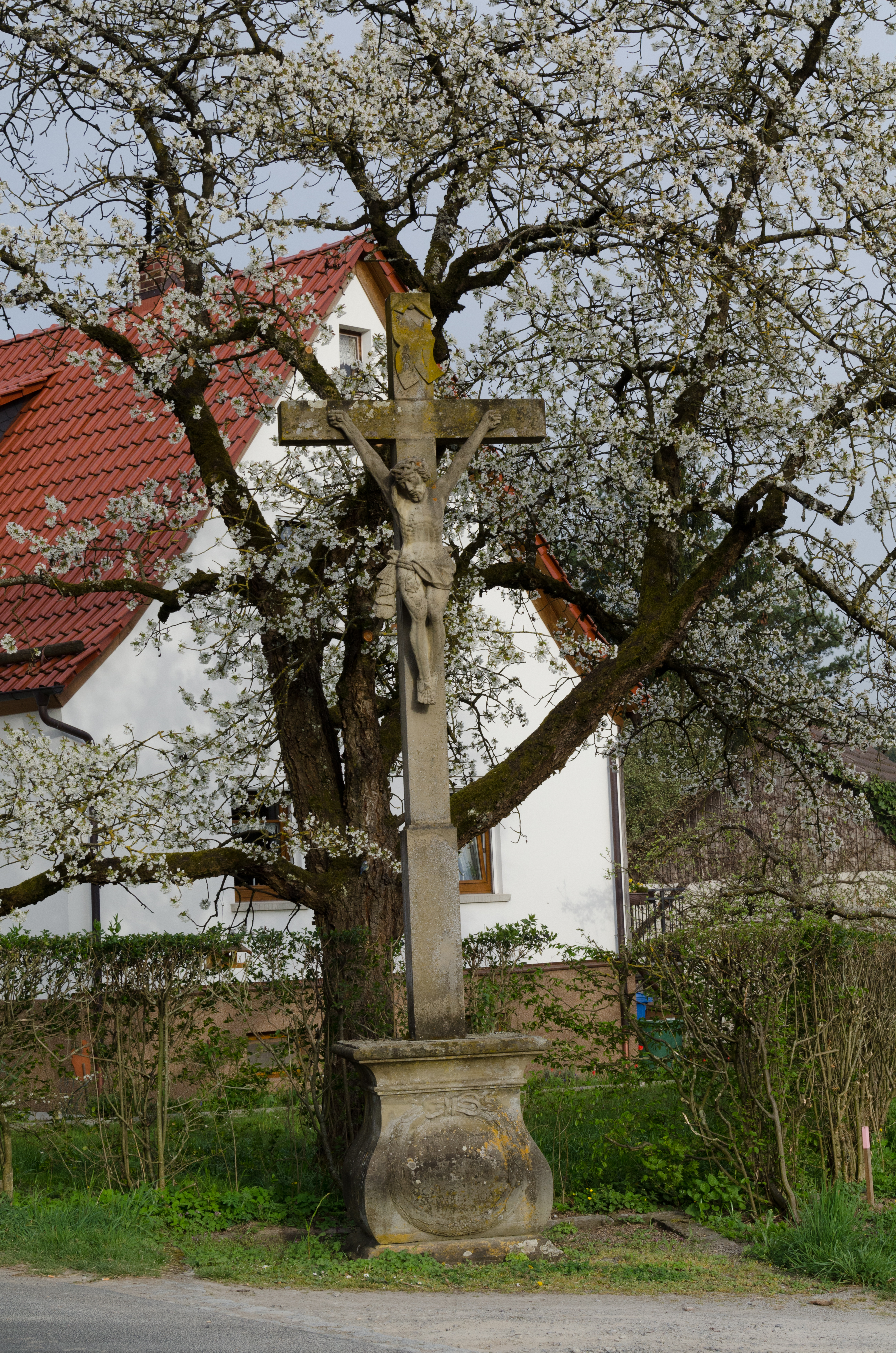
Wegkreuz, Aschach, Von-Henneberg-Straße

Das Wegkreuz Von-Henneberg-Straße 50 ist ein Flurdenkmal in Aschach, einem Ortsteil des Marktes Bad Bocklet im unterfränkischen Landkreis Bad Kissingen, und befindet sich in der Von-Henneberg-Straße. Das Wegkreuz gehört zu den Baudenkmälern von Bad Bocklet und ist unter der Nummer D-6-72-112-41 in der Bayerischen Denkmalliste registriert.

## Beschreibung
Das 462 cm hohe Wegkreuz besteht aus gelbem Sandstein und entstand im Jahr 1843.
Auf einem mehrfach zusammengesetzten, 102 cm hohen Tischsockel mit den Abmessungen 101 cm × 101 cm befinden sich eine Sockelplatte mit den Abmessungen 95 cm × 93 cm und ein Hochkreuz. Der Kreuzschaft hat bis zu einer Höhe von einem Meter die Maße 24 cm × 24 cm im Querschnitt und ab dann bis zu einer Höhe von drei Metern die Maße 19 cm × 19 cm. Der Querbalken ist etwa 120 cm breit. Der Abschlussbalken ist mit einer INRI-Inschrift versehen.
In einer Kranzkartusche mit Schlussknoten oben befindet sich folgende Sockelinschrift in lateinischen Großbuchstaben:

„ICH BIN DER WEG

DIE WAHRHEIT

UND DAS LEBEN

NIEMAND KOMMT ZUM VATER

ALS DURCH MICH

IOH. 14. C. 6. V. ST[ifter] PAULUS KRAPF

1843“